# Frida Maanum
Frida Leonhardsen Maanum (Noruega; 16 de julio de 1999) es una futbolista noruega. Juega actualmente como centrocampista para el Arsenal de la FA WSL. También forma parte de la Selección del Noruega desde 2017.

## Estadísticas
| Club             | Temporada        | División         | Liga | Liga  | Copa | Copa  | Continental | Continental | Total | Total |
| Club             | Temporada        | División         | Apps | Goles | Apps | Goles | Apps        | Goles       | Apps  | Goles |
| ---------------- | ---------------- | ---------------- | ---- | ----- | ---- | ----- | ----------- | ----------- | ----- | ----- |
| Lyn              | 2014             | 1. divisjon      | 7    | 0     | 0    | 0     | -           | -           | 7     | 0     |
| Lyn              | 2015             | 1. divisjon      | 20   | 4     | 1    | 0     | -           | -           | 21    | 4     |
| Lyn              | 2016             | 1. divisjon      | 18   | 4     | 0    | 0     | -           | -           | 18    | 4     |
| Lyn              | Total            | Total            | 45   | 8     | 1    | 0     | -           | -           | 46    | 8     |
| Stabæk           | 2017             | Toppserien       | 11   | 2     | 2    | 1     | -           | -           | 13    | 3     |
| Stabæk           | Total            | Total            | 11   | 2     | 2    | 1     | -           | -           | 13    | 3     |
| Linköpings FC    | 2017             | Damallsvenskan   | 6    | 1     | 1    | 0     | -           | -           | 7     | 1     |
| Linköpings FC    | 2018             | Damallsvenskan   | 22   | 5     | 6    | 2     | 6           | 0           | 34    | 7     |
| Linköpings FC    | 2019             | Damallsvenskan   | 22   | 6     | 2    | 0     | 3           | 2           | 27    | 8     |
| Linköpings FC    | 2020             | Damallsvenskan   | 20   | 7     | 0    | 0     | -           | -           | 20    | 7     |
| Linköpings FC    | 2021             | Damallsvenskan   | 0    | 0     | 1    | 1     | -           | -           | 1     | 1     |
| Linköpings FC    | Total            | Total            | 70   | 19    | 10   | 3     | 9           | 2           | 89    | 24    |
| Arsenal          | 2021-22          | FA WSL           | 6    | 1     | 2    | 0     | 6           | 1           | 14    | 2     |
| Total de carrera | Total de carrera | Total de carrera | 132  | 30    | 15   | 4     | 15          | 3           | 160   | 37    |

## Vida personal
Maanum tiene una relación con la futbolista sueca Emma Lennartsson.